# Hòa Hảo
Hòa Hảo (vietnamsky Phật Giáo Hòa Hảo) je nové náboženské hnutí v rámci buddhismu založené v roce 1939 ve Vietnamu. Odhadem má 1 až 8 milionů stoupenců, převážně v jižním Vietnamu. Jeho zakladatelem byl Huỳnh Phú Sổ (1920–47), který je přívrženci hnutí uctíván jako svatý. Hnutí vzniklo jako reakce na potřebu jednoduššího a přístupnějšího duchovního života pro chudé venkovské obyvatelstvo v oblasti delty Mekongu. Hòa Hảo klade důraz na osobní duchovní praxi bez potřeby složitých rituálů, chrámů nebo mnišského života. Věřící se modlí čtyřikrát denně a praktikují víru převážně doma.